# Dejan Rađenović
Dejan Rađenović (serbisch-kyrillisch: Дејан Рађеновић, * 8. Mai 1975 in Belgrad, Jugoslawien) ist ein ehemaliger serbischer Fußballspieler und derzeitiger Fußballtrainer.

## Karriere
Seine Karriere verbrachte er unter anderem bei Hajduk Kula und mehreren Belgrader Vereinen, darunter Voždovac Belgrad und der serbische Spitzenverein Partizan. Er spielte im Jahr 2001 insgesamt 2 Mal für die jugoslawische Nationalmannschaft.